# جيمس جاكسون (دراج)
جيمس جاكسون هو دراج كندي، ولد في 8 يوليو 1908 في Drinkwater, Saskatchewan ‏ في كندا، وتوفي في 22 يناير 1977.

## وصلات خارجية
- جيمس جاكسون على موقع أوليمبيديا (الإنجليزية)